# Bundesliga Femenina 2007-08
La Bundesliga Femenina 2007-08 fue la 18.ª edición de la máxima categoría de la liga de fútbol femenino de Alemania. Comenzó el 19 de agosto de 2007 y terminó el 15 de junio de 2008. El equipo campeón fue 1. FFC Frankfurt y el subcampeón FCR 2001 Duisburgo que además se clasificaron a la Liga de Campeones Femenina de la UEFA.

## Clasificación
| Pos. | Equipo                 | Pts. | PJ | G  | E | P  | GF | GC | Dif. | Clasificación o descenso     |
| ---- | ---------------------- | ---- | -- | -- | - | -- | -- | -- | ---- | ---------------------------- |
| 1    | 1. FFC Frankfurt (C)   | 54   | 22 | 17 | 3 | 2  | 87 | 22 | +65  | Calificó a Liga de Campeones |
| 2    | FCR 2001 Duisburgo     | 53   | 22 | 17 | 2 | 3  | 65 | 20 | +45  | Calificó a Liga de Campeones |
| 3    | 1. FFC Turbine Potsdam | 38   | 22 | 11 | 5 | 6  | 48 | 32 | +16  |                              |
| 4    | FC Bayern Múnich       | 38   | 22 | 12 | 2 | 8  | 53 | 38 | +15  |                              |
| 5    | SC 07 Bad Neuenahr     | 37   | 22 | 12 | 1 | 9  | 43 | 33 | +10  |                              |
| 6    | VfL Wolfsburgo         | 34   | 22 | 10 | 4 | 8  | 42 | 48 | −6   |                              |
| 7    | SGS Essen              | 33   | 22 | 9  | 6 | 7  | 43 | 40 | +3   |                              |
| 8    | SC Friburgo            | 21   | 22 | 6  | 3 | 13 | 30 | 63 | −33  |                              |
| 9    | TSV Crailsheim         | 19   | 22 | 5  | 4 | 13 | 28 | 43 | −15  |                              |
| 10   | Hamburger SV           | 18   | 22 | 4  | 6 | 12 | 23 | 46 | −23  |                              |
| 11   | 1. FC Saarbrücken      | 18   | 22 | 4  | 6 | 12 | 26 | 51 | −25  | Desciende a 2. Bundesliga    |
| 12   | SG Wattenscheid 09     | 11   | 22 | 3  | 2 | 17 | 17 | 69 | −52  | Desciende a 2. Bundesliga    |

 Fuente: 

## Goleadoras

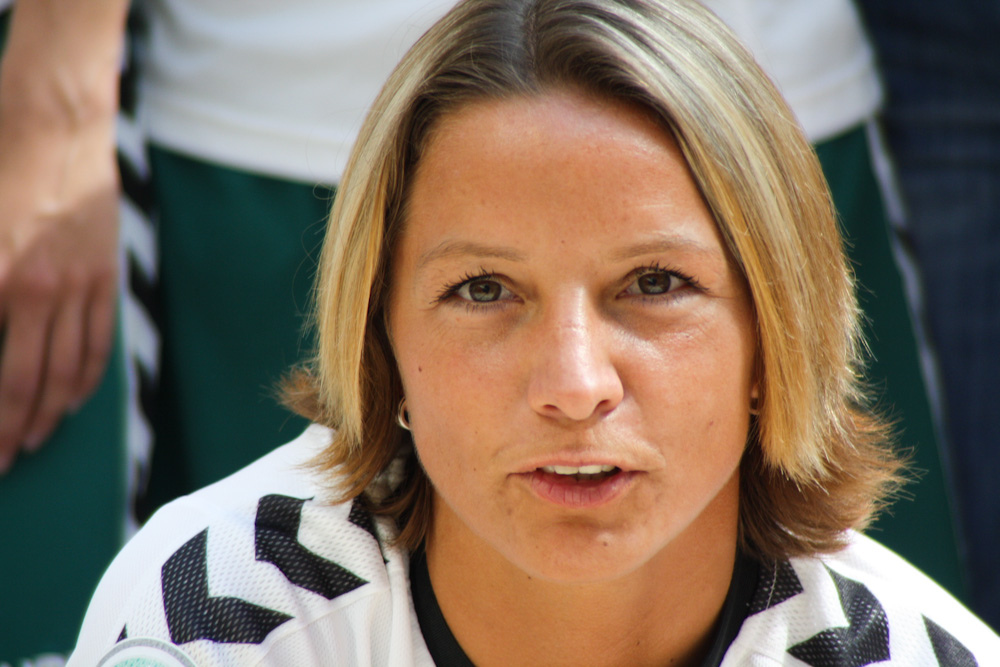
Inka Grings, goleadora de la temporada.

| Posición | Jugadora           | Club                   | Goles |
| -------- | ------------------ | ---------------------- | ----- |
| 1        | Inka Grings        | FCR 2001 Duisburgo     | 27    |
| 2        | Birgit Prinz       | 1. FFC Frankfurt       | 25    |
| 3        | Conny Pohlers      | 1. FFC Frankfurt       | 20    |
| 4        | Shelley Thompson   | VfL Wolfsburgo         | 16    |
| 5        | Martina Müller     | VfL Wolfsburgo         | 15    |
| 5        | Nina Aigner        | FC Bayern Múnich       | 15    |
| 7        | Petra Wimbersky    | 1. FFC Frankfurt       | 14    |
| 8        | Kerstin Garefrekes | 1. FFC Frankfurt       | 13    |
| 8        | Jessica Wich       | 1. FFC Turbine Potsdam | 13    |
| 10       | Melanie Hoffmann   | SGS Essen              | 11    |